# Elbert E. Martin
Elbert Eli Martin (Mánchester, 22 de enero de 1881-Salmon, 1 de septiembre de 1956) fue un hombre estadounidense que fue taquígrafo de Theodore Roosevelt. Es conocido por atrapar al perpetrador John Schrank después del intento de asesinato de Theodore Roosevelt. Martin pasó a servir en la Asamblea General de Vermont.

## Primeros años de vida
Elbert Martin nació en Mánchester, Nuevo Hampshire. Fue a la escuela secundaria en Rhinelander, Wisconsin, y se graduó de Rhinelander High School; allí era jugador de fútbol. Después de la secundaria, se mudó a Míchigan y tomó clases en Big Rapids Business College y también jugó fútbol allí. En 1912 se graduó en Derecho en la Escuela de Derecho de Detroit.

## Carrera
Martin se mudó a la ciudad de Nueva York y el 16 de agosto de 1912 comenzó a trabajar para Theodore Roosevelt como taquígrafo; debido a su tamaño y experiencia en el fútbol, también fue guardaespaldas no oficial de Roosevelt mientras hacía campaña para presidente de los Estados Unidos. En Saginaw, Míchigan, acompañaba a Roosevelt cuando empujó a un hombre a la cuneta: Roosevelt pensaba que Martin era a veces demasiado duro con la gente.
En la década de 1940, Martin trabajó para un bufete de abogados de Detroit. Posteriormente se mudó a Vermont y sirvió durante 10 años en la Asamblea General de Vermont. Representó a la ciudad de Putney en 1946. También trabajó como director de publicidad y asesor legal de Vanderbilt Hotels.

### Intento de asesinato de Theodore Roosevelt
El 14 de octubre de 1912, Martin acompañó a Roosevelt a Milwaukee, Wisconsin, y se encontró en medio de un intento de asesinato del expresidente. Al salir del hotel Gilpatrick, Roosevelt salió y se subió a un descapotable que lo esperaba. Cuando Martin subió al vehículo, un hombre llamado John Schrank dio un paso adelante y le disparó a Roosevelt. Justo cuando el tiro fue disparado en el pecho de Roosevelt, Martin dominó al tirador. Agarró a Schrank por el cuello y le quitó el arma antes de que pudiera disparar por segunda vez. Luego, Martin arrastró al hombre cerca de Roosevelt y dijo: «Aquí está. Mírelo, coronel». Schrank había intentado realizar un segundo disparo, pero la rápida acción de Martin para abordar a Schrank y redirigir el arma puede haber salvado la vida de Roosevelt. El Boston Evening Transcript llamó a Martin un «héroe de la ocasión». Roosevelt le dio a Martin el arma del asesino junto con el casquillo de la bala gastada y cinco balas junto con un reloj de oro que tenía la inscripción «Para Elbert E. Martin de Theodore Roosevelt en recuerdo del 14 de octubre de 1912». Roosevelt no resultó herido más gravemente porque la bala tuvo que atravesar primero su discurso de cincuenta páginas doblado por la mitad y su estuche de gafas, y Martin no permitió que el tirador disparara un segundo tiro.

## Vida personal
Martin se casó en el verano de 1912; la pareja estableció su hogar en la ciudad de Nueva York y tuvo una hija. Vivió en Putney, Vermont, en la década de 1940 y se desempeñó como legislador de Vermont. Murió el 1 de septiembre de 1956 en el Steele Memorial Hospital en Salmon, Idaho, después de cinco semanas de hospitalización. Su funeral fue en Jones Funeral Home y fue enterrado en Salmon.